# 썰만화
썰만화는 한국에서 제작된 안일환 감독의 2016년 코미디, 멜로/로맨스 영화이다. 이채담 등이 주연으로 출연하였고 김부현 등이 제작에 참여하였다.

## 출연

### 주연
- 이채담
- 이은
- 진욱
- 강민성
- 최이비
- 전재빈
- 김태성

## 제작진
- 프로듀서: 전윤찬
- 제작이사: 최정민
- 제작부: 강민성
- 제작부: 이준수
- 촬영보: 박세희
- 촬영보: 구자훈
- 촬영부: 김기호
- 촬영부: 서정임
- 촬영부: 안병호
- 조명: 김성찬
- 조명: 추인식
- 조명부: 윤지훈
- 조연출: 박진하
- 연출부: 서승훈
- 스크립터: 정은지
- 동시녹음: 김완동
- 붐오퍼레이터: 김기덕
- 믹싱: 이성준
- 미술: 최준영
- 미술팀장: 허은미
- 의상: 정은이
- 홍보: 주원희
- 홍보: 정애진
- 분장팀장: 이현지
- 의상팀: 김선아
- 디지털색보정: 안정빈
- 현장스틸: 이다혜
- 디지털배급총괄: 한상욱
- 디지털배급책임: 신문철
- 디지털배급진행: 최솔미
- 디지털배급진행: 김효윤
- 디지털배급진행: 양소영
- 디지털배급관리: 박보라미
- 디지털배급관리: 문선영
- 매니저부문: 박효창
- 매니저부문: 민도현
- 보조출연: 추병현